# 福山暁の星小学校
福山暁の星小学校（ふくやまあけのほししょうがっこう）は、広島県福山市西深津町にある私立のミッション系の小学校。カトリックの女子修道会である援助マリア修道会によって設立された学校法人福山暁の星学院が運営している。女子のみ福山暁の星女子中学校・高等学校へ進学する。福山暁の星幼稚園からの内部進学もある。

## 沿革
- 1949年4月 現在地に暁の星女子中学校が開設
- 1952年4月 福山暁の星女子高等学校が開設
- 1956年4月 福山暁の星女子学院専門部(栄養士栄養課程)開設
- 1958年4月 福山暁の星附属幼稚園が開設
- 1964年4月 福山暁の星小学校（男女共学）が開設
- 1965年4月 学院名を「福山暁の星学院」専門部を「福山暁の星学院栄養専門学校」と改称
- 1990年4月 栄養専門学校に介護福祉科増設
- 2005年3月 栄養福祉専門学校閉校

## 校章について
校章の中の星は、聖母マリアの象徴である明けの明星を表している。「聖母マリアの暖かな愛の光に導かれ、私たちの心も希望に満ち、清純に、健やかに育まれるように」との願いを込めたものとされる。
麦は、「一粒の麦が地に落ちて死ねば、多くの実を結ぶ」という聖句の心を表していて、「自らの真心の犠牲によって、他人に平和と救いの豊かな実りを捧げるように」との意味を込めたものとされる。

## Marie Auxiliatriceマークについて
Marie Auxiliatriceとは援助マリアという意味。これは暁の星学院の設立母体である援助マリア修道会の名称であると同時に、全ての人の母として力強い助けの手を差し延べる聖母マリアを表す言葉である。
小舟は、「私たちの人生は、大海に浮かぶ小舟のように困難や危険に満ちているが、援助マリアの助けで勇気と希望をもって永遠の幸せの港へと航海して行く」という人生の航路を象徴している。

## 特徴
- 暁の星は、国際教育に力を入れている。ネイティヴの教師が行う授業もある。
- 暁の星独特の制服、校舎はフランス人によるデザインである。制服は初代校長メール・マリー・イレーヌによるもの。

## 死亡事故
2008年7月、岡山県笠岡市にて臨海学校の遠泳中、小学5年生の女児生徒（当時11歳）が溺水し海上で意識を失っているのを教員に発見され病院に運ばれたが、2日後に搬送先病院で死亡。
2016年6月22日、広島地裁福山支部 （古賀輝郎裁判長） にて女児生徒の両親が学校法人 福山暁の星学院などを相手取り、約5700万円の損害賠償を求めた裁判で「監視が適切に行われる態勢が構築されていれば救助することは十分可能だった」などと学校の過失を認め、法人と当時の校長に計約3500万円の支払いを命じる判決。
2017年5月26日、広島高等裁判所 （森一岳裁判長） にて法人側に計約3500万円の支払いを命じた１審判決を支持し、控訴を棄却。
2018年3月23日、2審の広島高等裁判所 （菅野博之裁判長）にて法人の上告を退ける判決。

## 最寄駅
- JR山陽本線:福山駅北口から徒歩20分。または南口より中国バス乗車。